# Torsten Billman

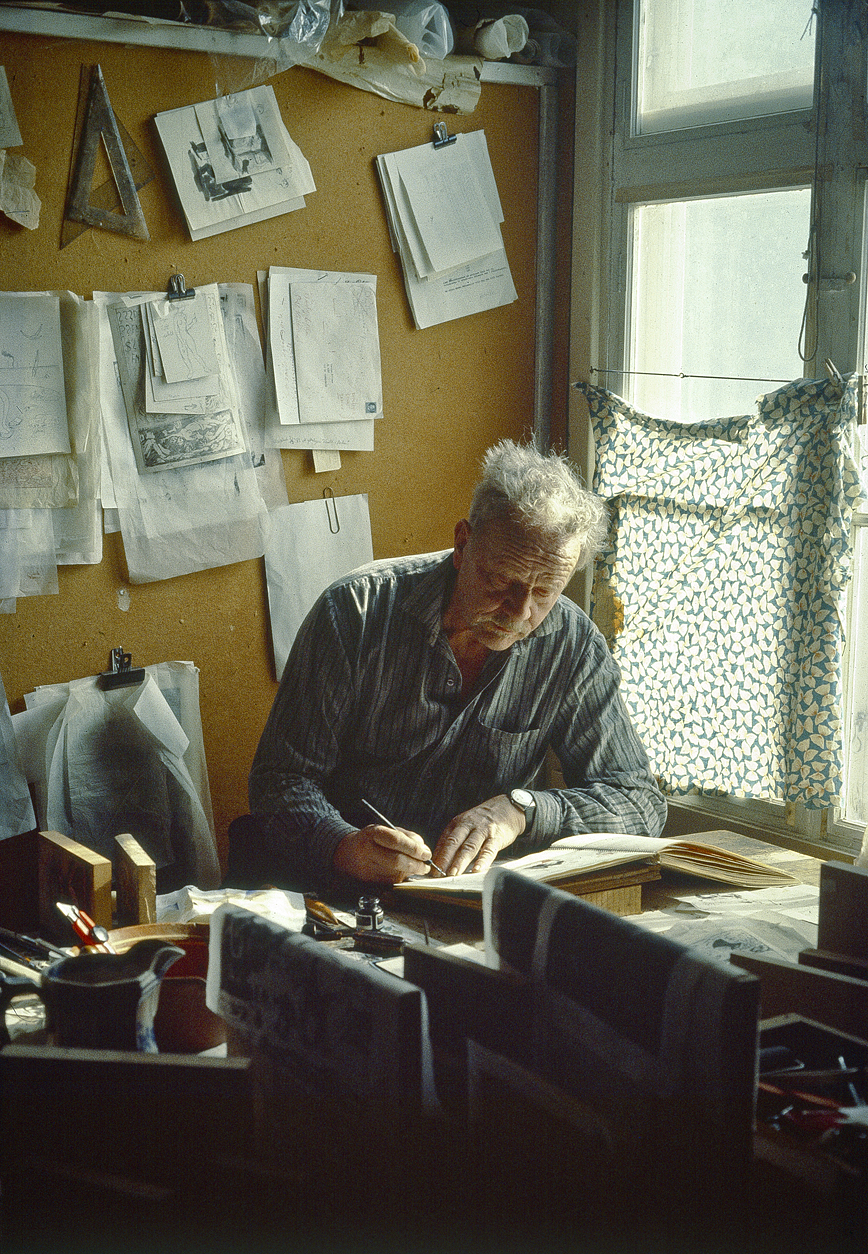
Torsten Billman, Norbyvallda Schweden 1985

Torsten Edvard Billman (* 6. Mai 1909 in Kullavik bei Kungsbacka; † 6. April 1989 in Kungsbacka, Schweden) war ein schwedischer Grafiker, Maler und Buchillustrator.

## Kindheit
Torsten Billman wurde 1909 in Kullavik geboren, einem Küstenort südlich von Göteborg. Nach der Schule, die er mit 14 Jahren beendete, versuchte er sich in verschiedenen Berufen, u. a. im Beruf des Vaters, als Schneider.

## Seemann
Mit 17 Jahren (1926) musterte er auf seinem ersten Schiff an. Es war ein Obstschiff, das mit Dampf betrieben wurde und das Mittelmeer befuhr. 14 Monaten arbeitete er auf diesem Schiff, zuerst als Deckpersonal, dann als Kohlentrimmer. Die Route berührte u. a. die Häfen Barcelona, Marseille, Oran und Algier. Dieser ersten Reise folgten zahlreiche andere, immer auf Dampfern. Billman besuchte Yokohama und Wladiwostok mit der s/s Nippon von der Ostasiatischen Kompanie und Häfen in England und Südafrika mit anderen Schiffen (s/s Nordic), bevor er seinen 1929 Militärdienst auf dem Panzerschiff HMS Sverige ableistete.
Bis er zur See fuhr, war Torsten Billman noch nicht mit Kunst in Berührung gekommen. In der Schule war jedoch Zeichnen sein Lieblingsfach gewesen und, um seine Arbeitskameraden zu erfreuen, zeichnete er ihre Porträts mit weißer Kreide an die Wände der Feuerräume der Schiffe. Einmal sammelten seine Arbeitskameraden Geld, um ein Buch über Kunst zu kaufen, das Billman in einem Schaufenster gesehen hatte, aber sich nicht leisten konnte. Durch seine Schwester Ingegerd, die Lehrerin war, und ihm Zeitschriften zuschickte, wurde er mit einzelnen Reproduktionen von Kunstwerken, mit Gedichten und Novellen guter Schriftsteller konfrontiert. Besonders beeindruckten ihn einige grafische Blätter von Käthe Kollwitz, Frans Masereel und Honoré Daumier.

## Erste Holzschnitte
Er fertigte seine ersten Holzschnitte aus dem blättrigen Holz der Margarinekästchen und sie wurden mit schnell aufgetragener Wasserfarbe gedruckt. Auch versuchte er mit Farbe einer Zeitungsdruckerei zu drucken, aber sie war schmierig und musste monatelang trocknen. Zu diesen frühen Versuchen gehört der Holzschnitt Durst (1930).

## Studium
1931 meldete sich Billman an der Schule des Kunstgewerbevereins (Slöjdföreningens skola) an, einer Kunstschule in Göteborg. Aber nach einem Studienjahr, wo er meistens aufgestellte Gegenstände abstrakt zeichnete, verließ Billman enttäuscht die Schule und musterte als Heizer (Schiffsheizer) auf einem Schiff an, das zum Nordkap, Archangelsk und den kanarischen Inseln fuhr. Bei diesen Reisen hatte er stets Zeichenblock und Stifte dabei und zeichnete fleißig.
1933 musterte Torsten Billman für immer ab. Er wurde an Kunsthochschule Valand in Göteborg angenommen, blieb dort zwei Jahre, die er als ausreichend empfand. Hier fühlte er sich wohl und konnte zum ersten Mal Modellen zeichnen und malen. Seine Ausdrucksmittel wurden Tuschezeichnungen und Holzschnitte. Später, in den 70er Jahren (1974–75), kehrte er als Grafiklehrer an Kunsthochschule Valands zurück.

## Grisailleholzschnitt
„Der Holzschnitt ist mein Jakobskampf mit der Kunst“ schreibt Torsten Billman 1940. „Der Holzschnitt ... ist in seinen Forderungen unbestechlich und ehrlich. Der Weg zum endgültigen Ergebnis in schwarz-weiß ist lang und voller Mühsal. Die Parole lautet - macht weiter bis zum nächsten Ziel! - Es ist weit zwischen den Stationen.“
Im Jahre 1940 machte Torsten Billman Versuche, die Holzschnitte mit mehreren Platten zu drucken, ein Verfahren, das er in den kommenden Jahren weiterentwickelte und das zu seiner besonderen Technik wurde.
Das Motiv wird auf eine Platte, die Hauptdruckplatte, übertrage. Diese wird mit schwarzer Druckfarbe eingefärbt. Der schwarz-weiße Abzug wird komplettiert durch den Abzug von einer bis zu vier Platten, die in verschiedenen grauen Tönen gedruckt werden. Das Ergebnis sind die sogenannten Grisailleholzschnitte. Das Verfahren kann mit der japanischen Holzschnitt-Technik verglichen werden, aber statt Farben wählt Billman Nuancen der Grau-Töne. Alle Holzschnitt werden vom Künstler manuell gedruckt und sind einmalig. Da Billman ein Gefühl für Nuancern hat, kann er aus der Grauskala Wärme und Kälte besonders herausstellen.

## Motive
Das Leben zur See hat einen großen Teil der Produktion Billmans geprägt. Ständig variierte Motive sind die harte Arbeit im Feuerraum der Schiffe, die Kameradschaft im Mannschaftsraum, die Besuchte in fremden Häfen und die Interieurs der Hafenkneipen. Landschaften werden selten dargestellt; es sind Begegnungen mit Menschen und Darstellungen der Charaktere der Menschen, die ihn beschäftigen. Das Interesse für alle menschlichen Seiten des Lebens. Der Schriftsteller Gunnar Ekelöf hat in einem Artikel von 1942 seine Einstellung zu diesem Verhältnis dargelegt:
„Seine Kunst ist aber keine 'soziale' Kunst von der arroganten, plakativen Art, die wir aus den 20er und 30er Jahren so genau kennen. Sie ist sozial ausgerichtet, nicht durch Attitüden und Tendenzen, sondern durch Sachlichkeit und eine in der Darstellung der Menschen, enthüllende Schärfe. Diese Darstellung erscheint manchmal fast brutal - abstoßend, aber leider wahr. Trotzdem ist sie immer von Mitgefühl begleitet, nie von Sentimentalität.“

## Reisen
1939 fuhr Torsten Billman mit dem Fahrrad durch Dänemark und Belgien nach Paris und wurde zusammen mit einer Gruppe schwedischer Touristen in letzten Minute vor Kriegsbeginn mit einem Schiff nach Schweden zurückgeholt. Dieses Ereignis und die Gefühle bei Ausbruch des Krieges wurden in dem Grisailleholzschnitt Sturmtag, Dieppe, September 1939 (1944) zusammengefasst.
In vielen Zeichnungen und Holzschnitten der Kriegsjahre drückte Billman eine antinazistische Haltung aus und versuchte sie immer wieder in der Tageszeitungen zu veröffentlichen. Nur wenige wurden angenommen, aber als dieselben Bilder auf Ausstellungen gezeigt wurden, wurden sie von den Zeitungsredakteuren als Illustrationen zu Kunstkritiken akzeptiert. Als er 1941 zum Militärdienst einberufen wurde, hängt er einige der politischen Zeichnungen im Mannschaftsraum auf, wurde aber vom Befehlshaber aufgefordert, sie zu entfernen: Schweden war neutral!
Nach dem Krieg sah Billman die Ruinen Europas, u. a. bei einem Besuch in Polen (1949).
Im KZ Auschwitz-Birkenau zeichnete er und schrieb das Gedicht Heimatmuseum.
Immer wieder hat Torsten Billman in der Presse Holzschnitte vorgestellt, mit denen er aktuelle politische Geschehnisse kommentiert. Einer davon ist Der Mord an Lee Oswald (1964). Der wegen Mordes Angeklagte wird hier im Augenblick des Todes als ein Märtyrer dargestellt, während Mitglieder des Ku Klux Klan sich diskret im Hintergrund halten.
1968 fuhr Torsten Billman nach Paris, um die damals aktuelle Studentenrevolte zu erleben. Dreißig Jahre waren vergangen, seitdem er Paris über Dieppe so fluchtartig verlassen musste. In einem Holzschnitt, Tränengas in Paris (1968), der eine Konfrontation zwischen Studenten und der Polizei auf dem Boulevard Saint-Michel zeigt, fasst er seine Eindrücke zusammen. Die Demonstranten fällten entlang dem Boulevard Bäume, um damit Barrikaden zu errichten. Rechts im Bild wird dringt mit hochgehaltenen Schilden gegen eine Menschenmenge vor. Die in Reihen stehenden Demonstranten, deren köpfe sich gegen die Schilde abzeichnen, vermitteln dem Betrachter Assoziationen zu der Heiligenprozession in Ravenna.

## Buchillustrator
Als 1930 schrieb Torsten Billman viele Gedichte für Fachzeitschriften wie Der Heizer (Eldaren) und Der Seeman (Sjömannen), die er selbst illustrierte.
Auch begann er Werke anderer Schriftsteller zu illustrieren. Dies geschah mit den 1948 herausgegebenen Illustrationen zu Fjodor Dostojewskis Schuld und Sühne, ebenso mit den 1970 herausgegebenen Zeichnungen zu Georg Büchners Woyzeck. In der Ausstellung werden beide Illustrationsreihen vollständig gezeigt. Billman erlebt jedes Buch so intensiv, dass er die jeweilige Atmosphäre in seinen Werken zum Ausdruck bringen kann. Die Holzschnitte zu Schuld und Sühne bekamen durch die vielen Grautöne eine traumhafte Atmosphäre. Die Darstellung des Milieus wird als typisch russisch empfunden und jede Person ist individuell charakterisiert. Eine gute Hilfe waren Billman die Erinnerungen an die Besuche in russischen Hafenstädten. Da der Roman (Schuld und Sühne) den Künstler weiterhin beschäftigte, schnitt er weitere Holzschnitte, die zusammen mit den älteren in einer Ausgabe 1980 publiziert wurden.
Als er Woyzeck illustrierte, schnitt er jedes Bild aus einer einzigen Platte und benutzte nur den Schwarz-Weiß-Kontrast. Er verzichtete so darauf, den Illustrationen eine Tiefenwirkung zu geben, aber erzielte durch burleske Züge einen stärkeren Eindruck, dem Text entsprechend.

## Fresken
1943 bekam Torsten Billman den Auftrag, in einem Seemannsheim in Göteborg (zwei) Fresken zu malen, jedes fast 10 Meter breit und 3,5 Meter hoch. Die Fresken wurden eine großartige Huldigung An Die Seeleute – Die Arbeiter des Meeres (1944). Mit einer kraftvollen Komposition in Farbe überraschte der Meister der sonst kleinen Schwarz-Weiß-Formate. Auf den Wänden schilderte er alle Kategorien des Personals auf den kohlegeheizten Dampfern. Am meisten überzeugend wirken aber die Darstellungen der schweren Arbeit im Feuerraum und in den Kohleboxen sowie die Interieurs des Mannschaftsraumes, dort wo der Künstler selbst die lebhaftesten Erfahrungen gemacht hat. Die von Türen eingerahmten Wandflächen zeigen Szenen von Besuchen in fremden Ländern. In China werden die an Land gegangenen Seeleute mit dem Opiummissbrauch und der Kinderprostitution konfrontiert, in Russland mit politischer Propaganda, während sie in Spanien eine Hafenkneipe besuchen. Das letzte Motiv ist in der Gouache Kneipe in Barcelona variiert worden. Oberhalb der Türen wird die Arbeit der Schiffsoffiziere dargestellt, durchsetzt von Luftangriffen und der Begegnung eines Kohlentrimmers mit einem Schwarm Tümmler während einer Arbeitspause.